# 田中拓也 (実業家)
田中 拓也（たなか たくや）は、日本のファッションブランド責任者。東京都出身。
1997年エドウイン2代目社長の常見喜一に指示、Shott  Carhartt のsales managerを経て生産業務、その後プレスも兼任となり
クラブや展示会場での外部イベントなどを行い、最終的にはＡ＆Ｔ社の取締役となった。
Ａ＆Ｔ退職後は、喜一氏の弟の修二氏に指示しＡＬＰＨＡブランドの担当に。
タイトモデル（ジャパンスペック）の企画立案や、アイコンとして赤いリボンを打ち出した。
現在は株式会社エドウィン内において事業部長。ゲーム、バイク、車などともコラボを行う事でも知られている。
著書　ＡＬＰＨＡＩＤＵＳＴＲＩＥＳ　ＯＦＦＩＣＩＡＬＢＯＯＫ　2014年　10月23日　コスミック出版